# Tetramorium cuneinode
Tetramorium cuneinode är en myrart som beskrevs av Bolton 1977. Tetramorium cuneinode ingår i släktet Tetramorium och familjen myror. Inga underarter finns listade i Catalogue of Life.